# Spettro sonoro
Lo spettro sonoro è un grafico che si utilizza nell'analisi di un rumore o di un suono: vi si riportano i livelli sonori in funzione della frequenza.

Mentre per un tono puro il grafico è formato da una semplice linea e per un suono musicale da una serie di linee in corrispondenza alle frequenze fondamentali e alle loro armoniche, per un rumore lo spettro è costruito per banda (raggruppamento di frequenze): per esempio banda di ottava e banda di terzo di ottava. Le bande sono gruppi caratterizzati da ampiezza percentuale costante; denominata fc la frequenza centrale e f1 e f2 le frequenze inferiori e superiori, si ha per la banda di ottava:

{\displaystyle {\frac {f_{2}-f_{1}}{f_{c}}}={\frac {1}{\sqrt {2}}}}
{\displaystyle {\frac {f_{2}}{f_{1}}}=2}
Se fc1 e fc2 sono frequenze centrali di bande contigue, si ha:
{\displaystyle {\frac {f_{c2}}{f_{c1}}}=2}
Le frequenze centrali normalizzate per banda di ottava sono: 16 - 31,5 - 63 - 125 - 250 - 500 - 1000 - 2000 - 4000 - 8000 - 16000 Hz. Gli intervalli corrispondenti sono: 11-22, 22-44, 44-88, 88-177, 177-355, 355-710, 710-1420, 1420-2840, 2840-5680, 5680-11360, 11360-22720.